# Даренде
Даренде (тур. Darende) — город и район в провинции Малатья Турции. Его население составляет 8,645 человек (2009). Высота над уровнем моря — 1006 м.